# Sesarmidae
De Sesarmidae is een familie uit de superfamilie Grapsoidea van de infraorde krabben (Brachyura).

## Systematiek
De Sesarmidae omvat volgende geslachten:
- Aratus  H. Milne Edwards, 1853
- Armases  Abele, 1992
- Bresedium  Serène & Soh, 1970
- Chiromantes  Gistel, 1848
- Clistocoeloma  A. Milne-Edwards, 1873
- Episesarma  De Man, 1895
- Geosesarma  De Man, 1892
- Haberma  Ng & Schubart, 2002
- Karstarma  Davie & Ng, 2007
- Labuanium  Serène & Soh, 1970
- Lithoselatium  Schubart, Liu & Ng, 2009
- Metagrapsus  H. Milne Edwards, 1853
- Metasesarma  H. Milne Edwards, 1853
- Metopaulias  Rathbun, 1896
- Muradium  Serène & Soh, 1970
- Namlacium  Serène & Soh, 1970
- Nanosesarma  Tweedie, 1951
- Neosarmatium  Serène & Soh, 1970
- Neosesarma  Serène & Soh, 1970
- Parasesarma  De Man, 1895
- Perisesarma  De Man, 1895
- Pseudosesarma  Serène & Soh, 1970
- Sarmatium  Dana, 1851
- Scandarma  Schubart, Liu & Cuesta, 2003
- Selatium  Serène & Soh, 1970
- Sesarma  Say, 1817 [in Say, 1817–1818]
- Sesarmoides  Serène & Soh, 1970
- Sesarmops  Serène & Soh, 1970
- Stelgistra  Ng & Liu, 1999
- Tiomanium  Serène & Soh, 1970